# SWEEPS

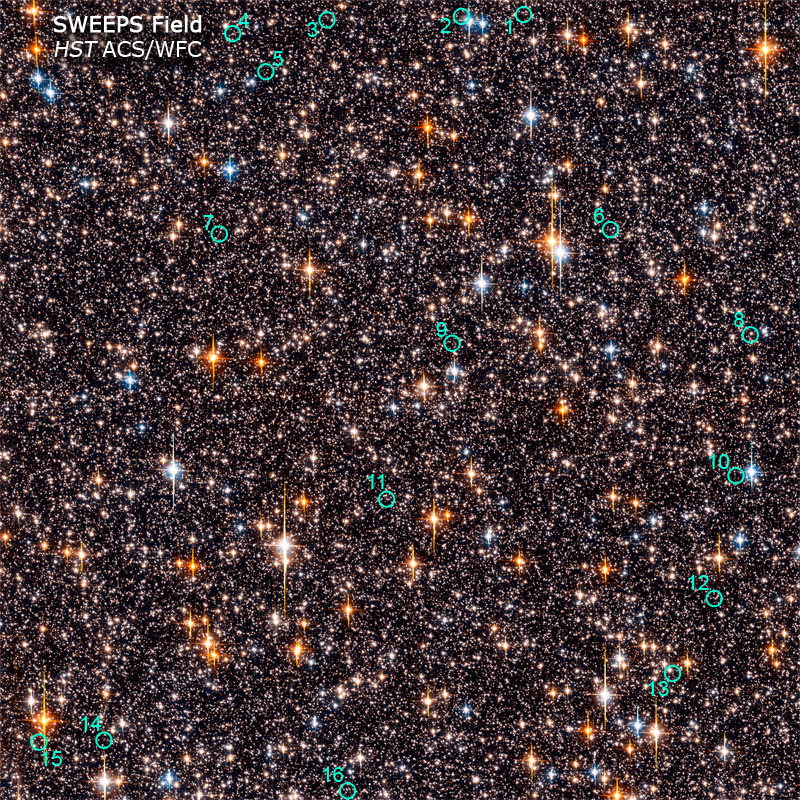
Area di indagine SWEEPS con dettagliate le posizioni degli esopianeti scoperti, indicate da cerchi verdi.

La Sagittarius Window Eclipsing Extrasolar Planet Search (SWEEPS) è stata un'indagine astronomica effettuata nel 2006 con la fotocamera ad ampio campo Advanced Camera for Surveys del telescopio spaziale Hubble che ha monitorato 180.000 stelle per sette giorni al fine di individuare pianeti extrasolari tramite il metodo del transito. Le stelle oggetto di questa indagine erano tutte localizzate in un'area chiamata Finestra del Sagittario-I, una zona del rigonfiamento centrale della Via lattea in cui la presenza di nebulose dovute a polveri che oscurano la visibilità è minore rispetto ad altre aree in direzione del centro galattico. Tale regione del rigonfiamento centrale della galassia dista circa 27.000 anni luce dalla Terra.

## Pianeti scoperti

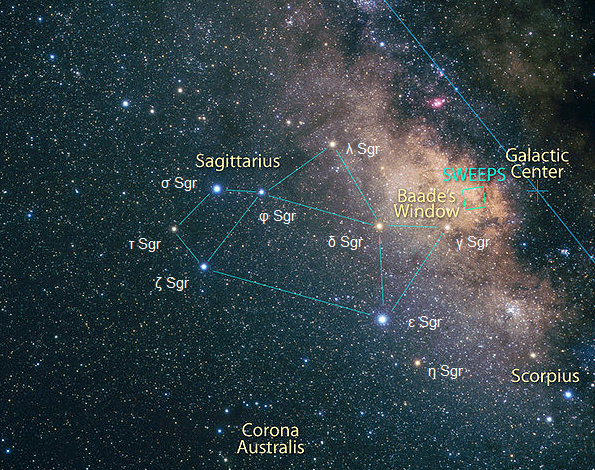
Area di sondaggio di SWEEPS

Sono stati scoperti sedici pianeti candidati, con periodi orbitali compresi tra 0,6 e 4,2 giorni. I pianeti con periodi orbitali inferiori a 1,2 giorni, mai rilevati precedentemente con alcuna indagine, sono stati chiamati dal gruppo di ricerca pianeti a periodo ultra-corto (Ultra-Short Period Planets, USPPs). I pianeti USPP sono stati scoperti solo attorno a stelle a bassa massa, suggerendo che nei sistemi con stelle più massive esse avrebbero distrutto tutti i pianeti in orbite così strette o che eventuali pianeti esistenti non sarebbero stati in grado di migrare verso l'interno.
Il rapporto quantitativo tra stelle esplorate e pianeti scoperti è stato all'incirca il medesimo occorso nelle indagini effettuate nel vicinato locale della Terra.
I pianeti SWEEPS-04 e SWEEPS-11, risultati sufficientemente distanti dalle rispettive stelle, hanno consentito indagini di follow-up da terra con il metodo della velocità radiale che ha consentito di determinare le rispettive masse.
Il seguente prospetto è basato sulle informazioni ottenute dalla banca dati dell'enciclopedia dei pianeti extrasolari e del database astronomico SIMBAD che fanno riferimento all'articolo pubblicato sulla rivista Nature